# Žalm

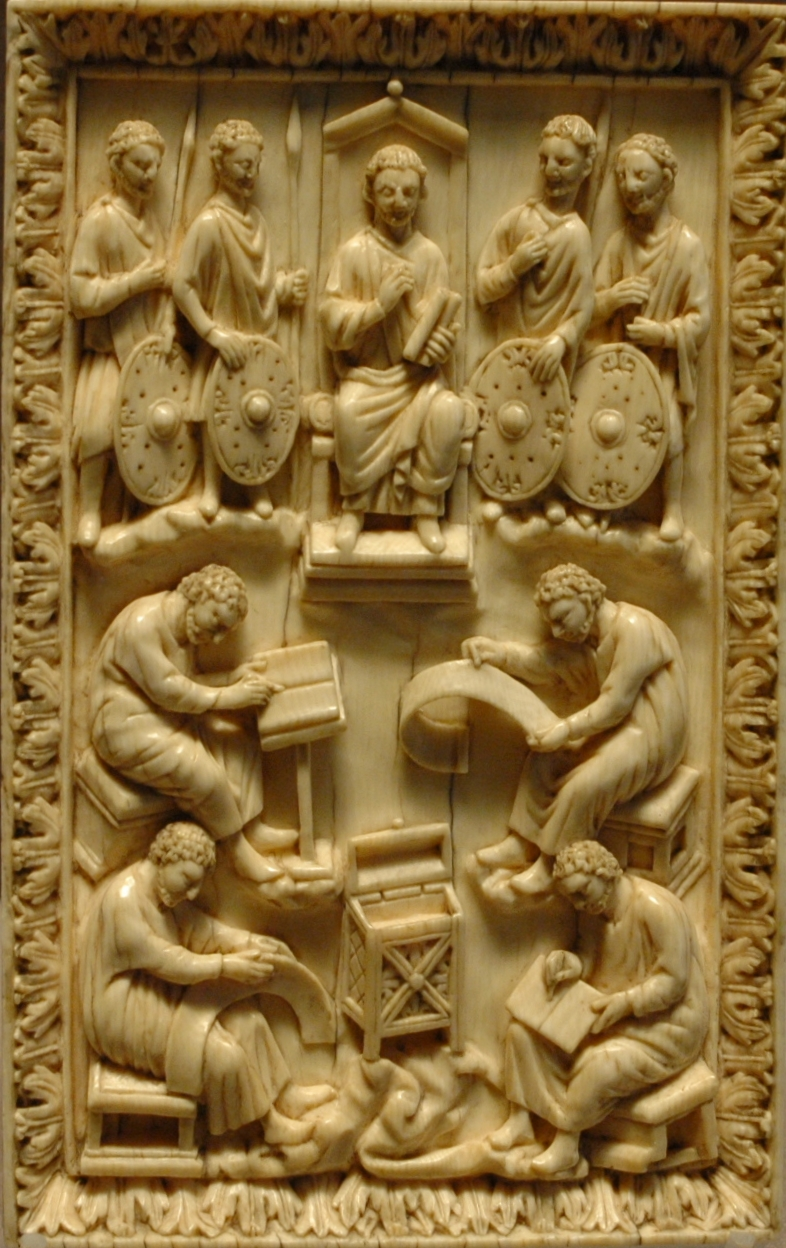
Král David diktuje žalmy zapisovatelům, rytina ve slonovině z 10. nebo 11. století

Žalm (z řeckého ψαλμός psalmos „zpěv za doprovodu strunných nástrojů“) je literární útvar známý především z Bible, zvláště ze Starého zákona. Vyskytuje se však i v mimobiblické literatuře, např. v textech z Ugaritu.

## Charakteristika
Jedná se o modlitbu psanou poetickou formou za pomoci klasických semitských jazykových nástrojů (přízvuky, paralelismus, chiasmus, apod.). Kromě modlitby spíše soukromého charakteru se může jednat i o modlitbu veřejnou, např. o zpěv při královské intronizaci, při národních slavnostech apod.

## Žalmy v Bibli
V Bibli se nejvíce žalmů nachází v Knize žalmů, celkem 150 či 151 (rozdělení některých žalmů se v různých edicích liší), ale i další jsou rozptýleny v celém Starém zákoně: Debořina píseň (Sdc 5), Jonášův žalm (Jon 2), Abakukův žalm (Abk 3) apod.
Žalmy lze najít i v Novém zákoně: Kantikum Panny Marie (Magnificat), Zachariášovo kantikum atd.

## Užití

### Římskokatolická církev
V římskokatolické mši se užívá responsionální žalm (ve stylu preces) s odpověďmi lidu (v rámci řádné formy). V rámci mimořádné formy mše se žalmy užívají též.

### Pravoslaví
V pravoslavných církvích jsou žalmy užívány v liturgii i mimo ni.

### Mormonská církev
Kniha Mormonova (náboženský spis amerického křesťanského odvětví) obsahuje taktéž žalm, konkrétně Nefiho žalm (2.Nefi 4:16-35)[nenalezeno v uvedeném zdroji] .